# Augusto De Martino
Augusto De Martino (Napoli, 20 luglio 1877 – Resina, 14 giugno 1940) è stato un avvocato e politico italiano.

## Biografia
Laureato a Napoli nel 1903 si dedica alla professione forense e al contempo si interessa alla vita politica della sua città. È stato consigliere comunale ed assessore, membro della deputazione provinciale e vicepresidente del consiglio provinciale. Ha fondato l'Associazione monarchica universitaria di Napoli. Corrispondente del giornale "L'Alba" di Milano e consigliere delegato dell'Ente autonomo "Volturno", ha presieduto le federazioni fasciste delle Industrie varie e delle aziende industriali municipalizzate.